# Нікольськ (Татишлинський район)
Ні́кольськ (рос. Никольск, башк. Никольск) — присілок у складі Татишлинського району Башкортостану, Росія. Входить до складу Верхньотатишлинської сільської ради.
Населення — 25 осіб (2010; 39 у 2002).
Національний склад:
- башкири — 74 %